# Škoda Superb
La Škoda Superb è un'autovettura berlina appartenente al segmento D prodotta dalla casa automobilistica ceca Škoda Auto a partire dal 2001. Rappresenta il modello di punta della gamma Škoda. Come in altri casi simili, la denominazione del modello ha ripreso quella di un modello omonimo di diversi anni prima, la Superb del 1934.

## Prima serie (2001-2008)
La prima generazione utilizza il pianale della quinta serie di Volkswagen Passat dalla quale ereditava numerosi organi meccanici e parte degli interni. Anche il design risulta fortemente ispirato alla sorella tedesca. La prima serie di Superb è stata lanciata nel 2001.
Per quanto riguarda la sicurezza automobilistica la Superb B5 è stata premiata, nel 2003, con le 4 stelle (su un massimo di 5) nell'urto frontale dei crash test Euro NCAP.

### Motori e trasmissioni

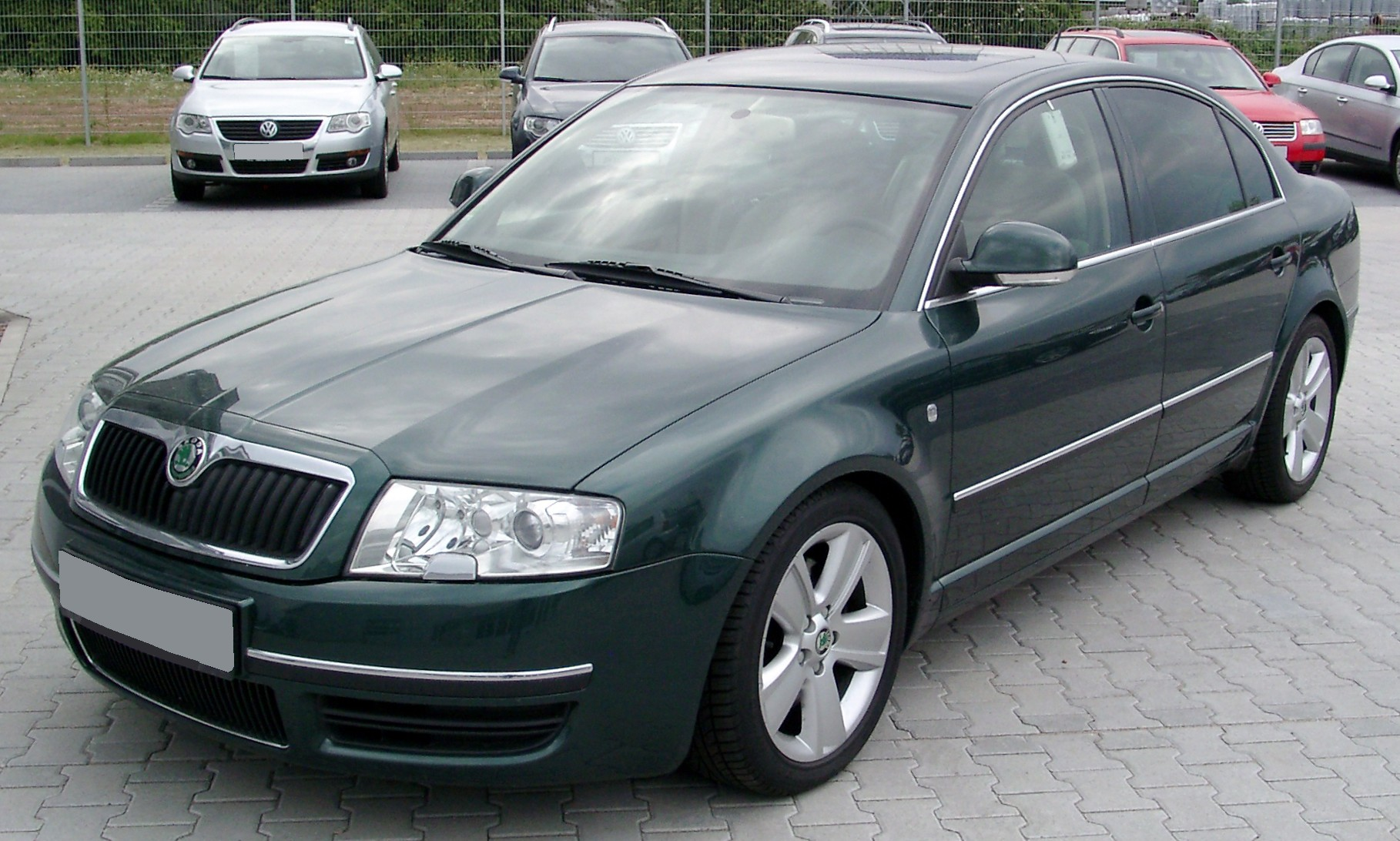
Škoda Superb Restyling 2006

Le motorizzazioni disponibili al lancio erano un 1.8 Turbo a benzina da 150 cavalli con distribuzione a 5 valvole per cilindro (per un totale di 20 valvole), un 2.0 8 valvole benzina da 116 cavalli, un 2.8 V6 30 valvole sempre a benzina da 193 cavalli e tre turbodiesel a iniettore pompa 1.9 TDI da 101 e 130 cavalli e un 2.5 TDI V6 da 163 cavalli. In seguito il motore 1.9 TDI venne sostituito da una nuova unità 2.0 TDI dotata di filtro attivo antiparticolato e 140 cavalli.

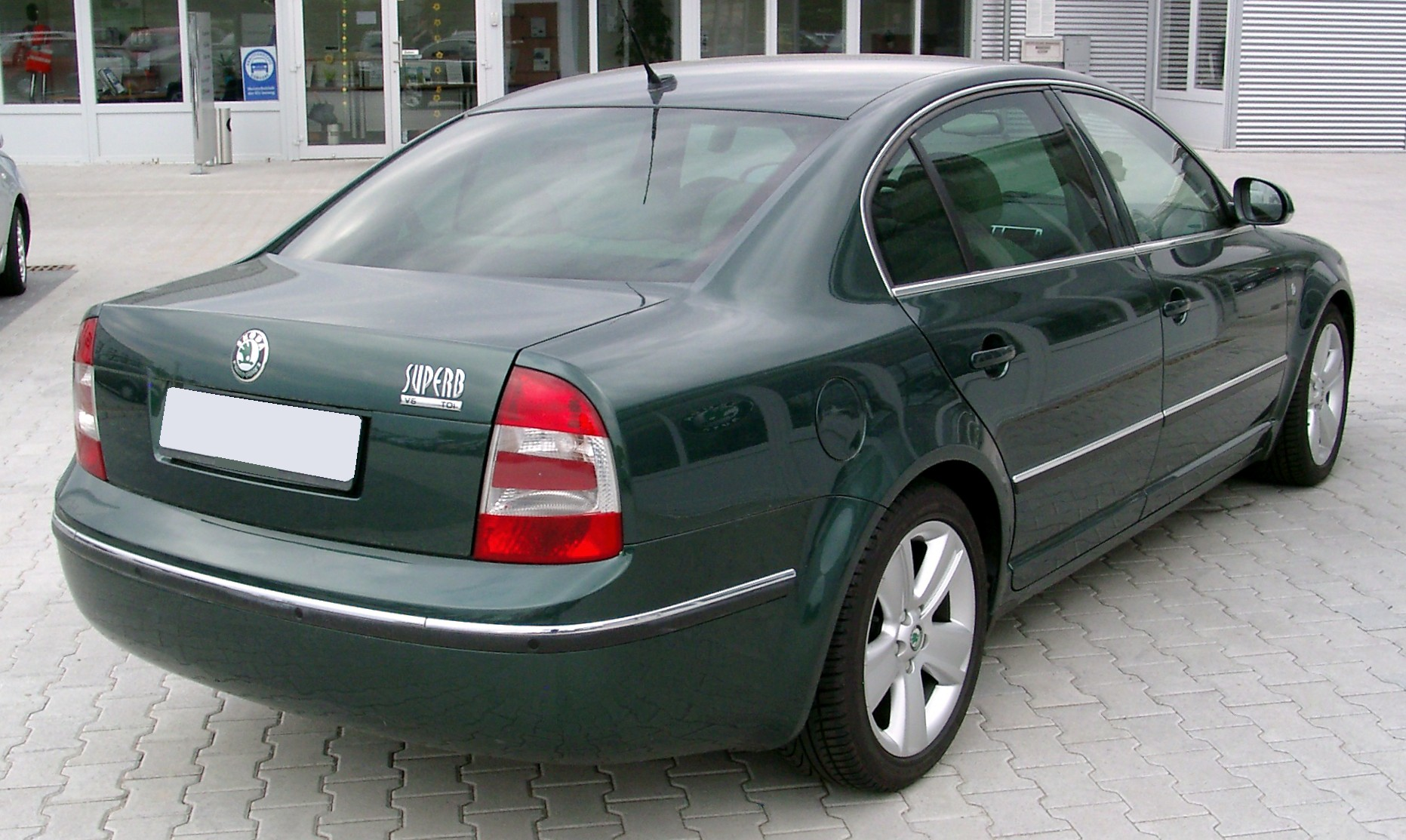
Vista posteriore

Il 1.9 TDI da 101 cavalli consentiva un'accelerazione 0-100 km/h in circa 13 secondi mentre la velocità massima si attestava sui 190 km/h. La versione da 130 cavalli di questo motore consentiva prestazioni migliori (velocità massima intorno ai 200 km/h con spunto 0-100 intorno a 10 secondi). Con il 2.8 V6 la Superb raggiungeva invece i 238 km/h e da 0 a 100 km/h impiegava circa 8 secondi. Il cambio era automatico sequenziale Tiptronic a sei rapporti o manuale a cinque e sei marce.

### Restyling 2006
La Superb ha ricevuto un leggero restyling nel mese di agosto 2006 per incorporare una nuova griglia del radiatore Škoda. Sono diversi i fari, gli indicatori di direzione laterali adesso sono integrati negli specchietti retrovisori esterni e le luci della coda a forma di C ricordano lo stile introdotto dalle moderne Škoda Roomster e dell'ultima Škoda Octavia, gli interni vengono ridisegnati e viene aggiornata la gamma motori.

### Motorizzazioni
| Modello           | Disponibilità       | Motore  | Cilindrata (cm³) | Potenza         | Coppia max (Nm) | Emissioni CO2 (g/km) | 0–100 km/h (secondi) | Velocità max (km/h) | Consumo medio (km/l) |
| 1.8 T 20V         | dal debutto al 2008 | Benzina | 1781             | 110 kW (150 CV) | 210             | 203                  | 9,5                  | 216                 | 11,4                 |
| 2.0               | dal debutto al 2004 | Benzina | 1984             | 85 kW (116 CV)  | 172             | 203                  | 11,6                 | 197                 | 11,2                 |
| 2.8 V6 30V        | dal debutto al 2008 | Benzina | 2771             | 142 kW (193 CV) | 280             | 230                  | 8,0                  | 237                 | 9,6                  |
| 1.9 TDI           | dal debutto al 2005 | Diesel  | 1896             | 74 kW (101 CV)  | 240             | 135                  | 13,2                 | 189                 | 17,1                 |
| 1.9 TDI/105 CV    | dal 2005 al 2006    | Diesel  | 1896             | 77 kW (105 CV)  | 250             | 157                  | 12,3                 | 192                 | 16,5                 |
| 1.9 TDI/130 CV    | dal debutto al 2005 | Diesel  | 1896             | 96 kW (130 CV)  | 285             | 152                  | 10,4                 | 205                 | 16,6                 |
| 2.0 TDI           | dal 2005 al 2008    | Diesel  | 1896             | 103 kW (140 CV) | 320             | 173                  | 9,9                  | 215                 | 15,0                 |
| 2.5 V6 TDI        | dal debutto al 2003 | Diesel  | 2496             | 114 kW (155 CV) | 310             | 189                  | 9,5                  | 219                 | 13,4                 |
| 2.5 V6 TDI/163 CV | dal 2003 al 2007    | Diesel  | 2496             | 120 kW (163 CV) | 350             | 186                  | 9,2                  | 223                 | 13,2                 |

## Seconda serie (2008-2015)
La seconda serie della Superb è stata presentata nel 2008 al salone dell'automobile di Ginevra.

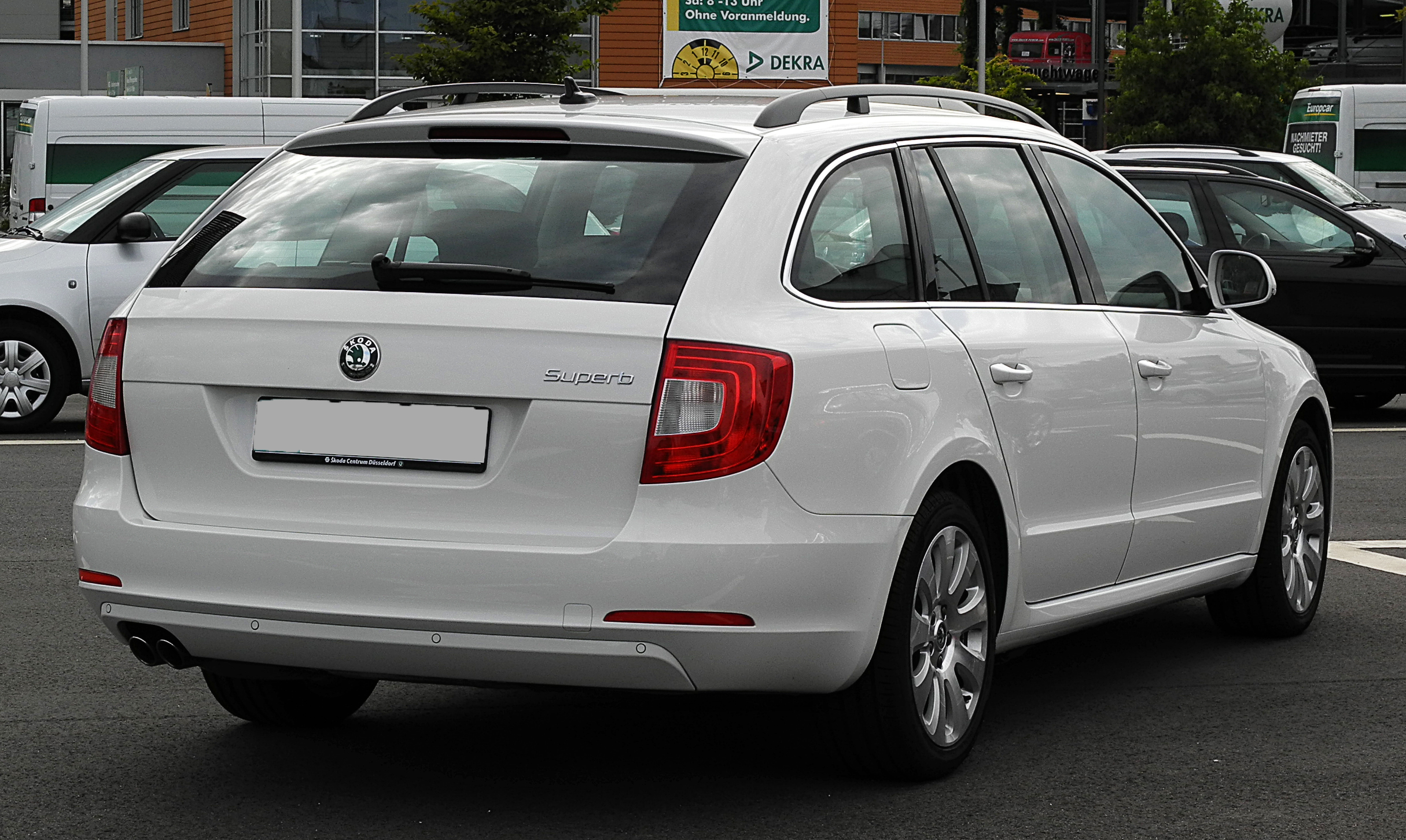
Škoda Superb Combi

Utilizza la piattaforma comune alle ultime Volkswagen Golf e Passat mentre adotta sospensioni anteriori MacPherson e posteriori a 4 bracci multipli (schema Multilink). Il design è ispirato al concept car Škoda Joyster che ha anticipato le future generazioni di vetture prodotte dalla casa ceca. La nuova Superb presenta soluzioni all'avanguardia come il baule apribile parzialmente o completamente (sistema Twin-Door), il tettuccio con celle solari per l'alimentazione della ventilazione, i fari allo xeno AFS adattativi, il riscaldamento con telecomando a veicolo fermo e quello dei sedili posteriori, oltre agli equipaggiamenti come le regolazioni elettriche dei sedili, gli specchietti gestibili in modo interamente elettrico e il navigatore satellitare a schermo tattile con display da 6" e sintonizzatore TV. Tre sono i diversi livelli di allestimento proposti in Italia (Confort, Ambition ed Elegance). Venne introdotta anche la versione Combi.
Per quanto riguarda i crash test dell'EuroNCAP, la Superb è stata sottoposta all'esame due volte, la prima nel 2008 e la seconda nel 2009 raggiungendo in entrambi i casi il punteggio di 5 stelle.

### Motori e trasmissioni
La Superb è stata proposta in otto motorizzazioni, tutte a iniezione diretta, quattro a benzina e quattro turbodiesel. Su una parte di esse è stato disponibile il cambio automatico e la trazione integrale.
Le motorizzazioni a benzina includono tre unità a quattro cilindri, funzionanti a iniezione diretta e turbocompresse (1.4 TSI 92 kW; 1.8 TSI 118 kW e 2.0 TSI 147 kW) e un propulsore a sei cilindri disposti a V, a iniezione diretta e non turbocompresso (3.6 FSI 191 kW).
Le motorizzazioni turbodiesel includono quattro unità a quattro cilindri funzionanti a iniezione diretta. Una di esse, la 1.9 TDI 77 kW, adotta un sistema di alimentazione pompa-iniettore (PD, Pumpe-Düse); le restanti tre unità (1.6 TDI 77 kW; 2.0 TDI 103 kW e 2.0 TDI 125 kW) adottano invece un sistema di alimentazione di tipo common-rail, in linea con l'aggiornamento dei sistemi di alimentazioni per i motori Diesel in atto presso il gruppo Volkswagen che ha visto il sistema common-rail avvicendarsi al sistema pompa-iniettore a partire dal 2008.
Le motorizzazioni 1.8 TSI (118 kW), 2.0 TSI (147 kW) e 2.0 TDI (103 kW e 125 kW) sono state offerte con la trazione integrale opzionale; la motorizzazione 3.6 FSI (191 kW) è stata invece disponibile soltanto con la trazione integrale.
Il cambio automatico DSG (Direct Shift Gearbox) è stato disponibile, in Italia, per tutti i motori a eccezione di 1.6 e 1.9 TDI. La versione a 6 rapporti ha equipaggiato 2.0 TSI, 3.6 FSI e 2.0 TDI, mentre la versione a 7 rapporti è stata venduta con i motori 1.4 TSI e 1.8 TSI.
In taluni mercati le unità turbodiesel di cilindrata minore (1.6 TDI 77 kW; 1.9 TDI 77 kW) sono state disponibili soltanto nel livello di equipaggiamento GreenLine, mentre in altri mercati è stato possibile acquistare almeno una delle due motorizzazioni con un altro livello di equipaggiamento (non GreenLine).

### Restyling 2013

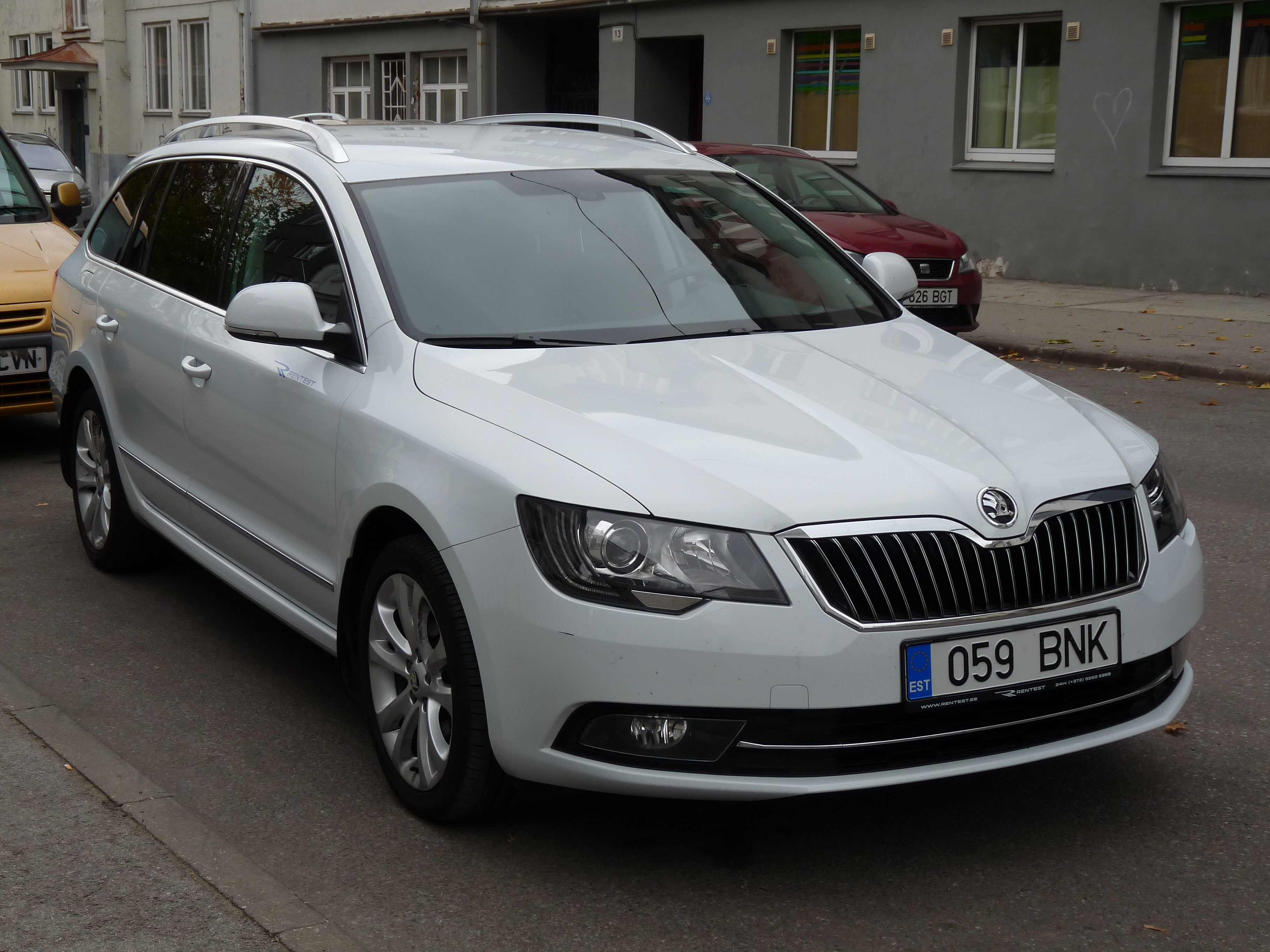
Škoda Superb restyling 2013

All'inizio del 2013, l'autovettura viene sottoposta a un aggiornamento estetico.
I cambiamenti riguardano frontale e posteriore. Ora i fari sono più squadrati e il cofano prosegue fin dentro la mascherina per abbracciare il logo della casa, mentre il paraurti presenta delle nervature orizzontali e la presa d'aria è più grande. Dietro, la targa è migrata dal paraurti al portellone e le porzioni di fanali su quest'ultimo puntano ora verso l'alto. Inoltre, le luci sono caratterizzate da elementi a led che disegnano motivi a forma di “C” concentrici.
Nell'abitacolo della Škoda Superb le novità si limitano al nuovo disegno del volante e a nuovi rivestimenti.

### Motorizzazioni
| Modello           | Disponibilità    | Motore  | Cilindrata (cm³) | Potenza kW (CV) | Coppia max (Nm) | Emissioni CO2 (g/km) | 0–100 km/h (secondi) | Velocità max (km/h) | Consumo medio (km/l) |
| 1.4 TSI           | dal 2008 al 2015 | Benzina | 1390             | 92 (125)        | 200             | 157                  | 10,5                 | 201                 | 14,7                 |
| 1.8 TSI           | dal 2008 al 2015 | Benzina | 1798             | 118 (160)       | 250             | 189                  | 8,7                  | 217                 | 12,3                 |
| 2.0 TSI           | dal 2010 al 2013 | Benzina | 1984             | 147 (200)       | 280             | 180                  | 7,8                  | 236                 | 12,7                 |
| 3.6 FSI 4X4       | dal 2008 al 2015 | Benzina | 3597             | 191 (260)       | 350             | 235                  | 6,5                  | 250                 | 9,9                  |
| 1.6 TDI           | dal 2010 al 2015 | Diesel  | 1598             | 77 (105)        | 250             | 119                  | 11,8                 | 190                 | 21,3                 |
| 1.6 TDI Greenline | dal 2010 al 2015 | Diesel  | 1598             | 77 (105)        | 250             | 114                  | 12,5                 | 192                 | 22,7                 |
| 1.9 TDI           | dal 2008 al 2010 | Diesel  | 1896             | 77 (105)        | 250             | 129                  | 12,5                 | 193                 | 19,7                 |
| 2.0 TDI PD        | dal 2008 al 2010 | Diesel  | 1968             | 103 (140)       | 320             | 143                  | 10,2                 | 207                 | 18,5                 |
| 2.0 TDI PD 4x4    | dal 2008 al 2010 | Diesel  | 1968             | 103 (140)       | 320             | 162                  | 10,7                 | 204                 | 16,1                 |
| 2.0 TDI CR        | dal 2009 al 2015 | Diesel  | 1968             | 125 (170)       | 350             | 153                  | 8,8                  | 222                 | 17,2                 |
| 2.0 TDI CR 4X4    | dal 2009 al 2015 | Diesel  | 1968             | 125 (170)       | 350             | 168                  | 9,0                  | 219                 | 15,6                 |

## Terza serie (2015-2024)
La terza generazione della Superb, che utilizza la nuova piattaforma MQB, è stata annunciata nel febbraio 2015 per il Salone di Ginevra, con la produzione che è iniziata a metà dello stesso anno. Il nuovo modello è più grande della seconda generazione.
La nuova generazione ha tutti motori turbo a iniezione diretta costituiti da unità a 4 cilindri; sono cinque i motori a benzina di dimensioni variabili da 1,4 a 2,0 litri, e tre diesel da 1.6 o 2.0 litri. La Škoda Superb 2.0 TSI 4x4 206 kW è attualmente la più veloce vettura di serie della Škoda, con una velocità massima di 250 km/h e accelerazione 0-100 km/h in 5,8 secondi.

### Restyling 2019

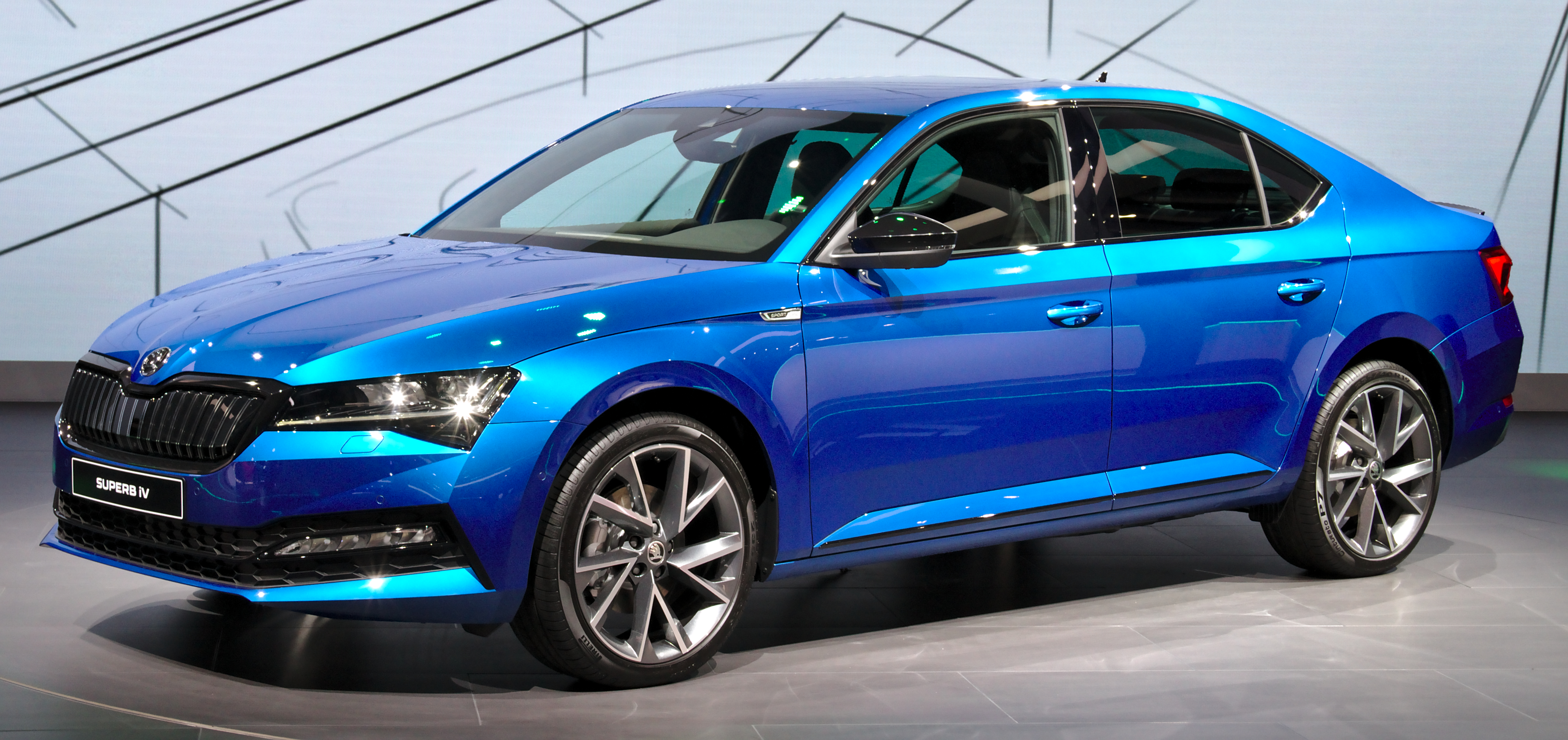
Škoda Superb restyling 2019

Nel maggio 2019 viene presentato il restyling della Superb che introduce novità sia estetiche che meccaniche: il design viene evoluto modificando la calandra di dimensioni maggiori con nuovi listelli verticali e nuovi fanali dalla forma più spigolosa con optional i fari anteriori Matrix Full Led, nuovi paraurti anteriori e posteriori e nuovo logo sul baule a caratteri cubitali (come sul modello Skoda Scala). 

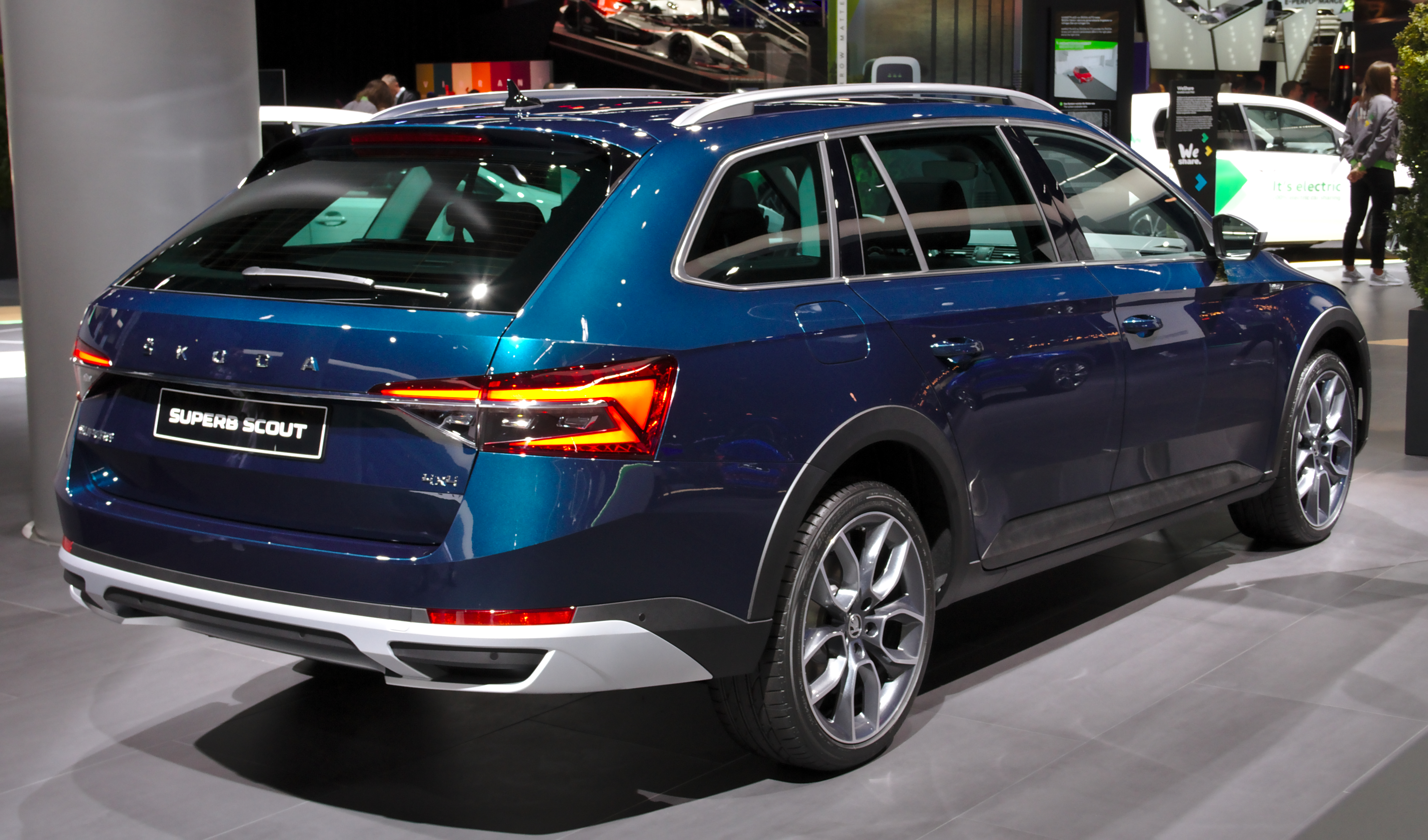
Škoda Superb Combi Scout

La gamma motori viene aggiornata e omologata Euro 6D-Temp e debutta la versione Suberb iV con motore di tipo ibrido plug-in ricaricabile composto dal 4 cilindri a benzina 1.4 TSI da 156 CV e un motore elettrico da 115,6 CV con batterie agli ioni di litio da 13,6 kWh posizionate nel pianale posteriore. La potenza combinata (termico più elettrico) è di 218 cavalli e in modalità elettrica la vettura è in grado di percorrere 55 km (ciclo WLTP). La Superb iV plug-in Hybrid è abbinata al cambio a doppia frizione DSG a sei rapporti. La ricarica avviene tramite una presa da 3,6 kW in 3,30 ore, è presente anche la ricarica parziale in frenata.
Viene introdotta anche la versione Scout wagon stile crossover con assetto rialzato di 15 mm e protezioni in plastica grezza lungo la carrozzeria.
L’interno viene aggiornato con l’introduzione del nuovo sistema di infotainment da 8 o 9,2 pollici touchscreen con bluetooth, wifi, connessione internet e Apple CarPlay o Android Auto, a pagamento è disponibile anche la ricarica wireless per smartphone. Viene introdotto anche il radar di assistenza alla guida che frena automaticamente la vettura in caso di ostacolo, mantiene le linee di carreggiata ed è in grado di leggere la segnaletica stradale e di regolare automaticamente la velocità.

## Modelli derivati
Dalla Škoda Superb di prima generazione deriva la Volkswagen Passat cinese, prodotta dal 2005 come Passat LingYu. Il frontale è cambiato. I fari sono leggermente diversi, la griglia frontale e il paraurti sono simili a quella della Passat europea. Posteriormente cambiano i gruppi ottici e il portellone posteriore. Internamente cambiano solamente i loghi, adesso ci sono quelli Volkswagen e non quelli Škoda.